# 5707 Shevchenko

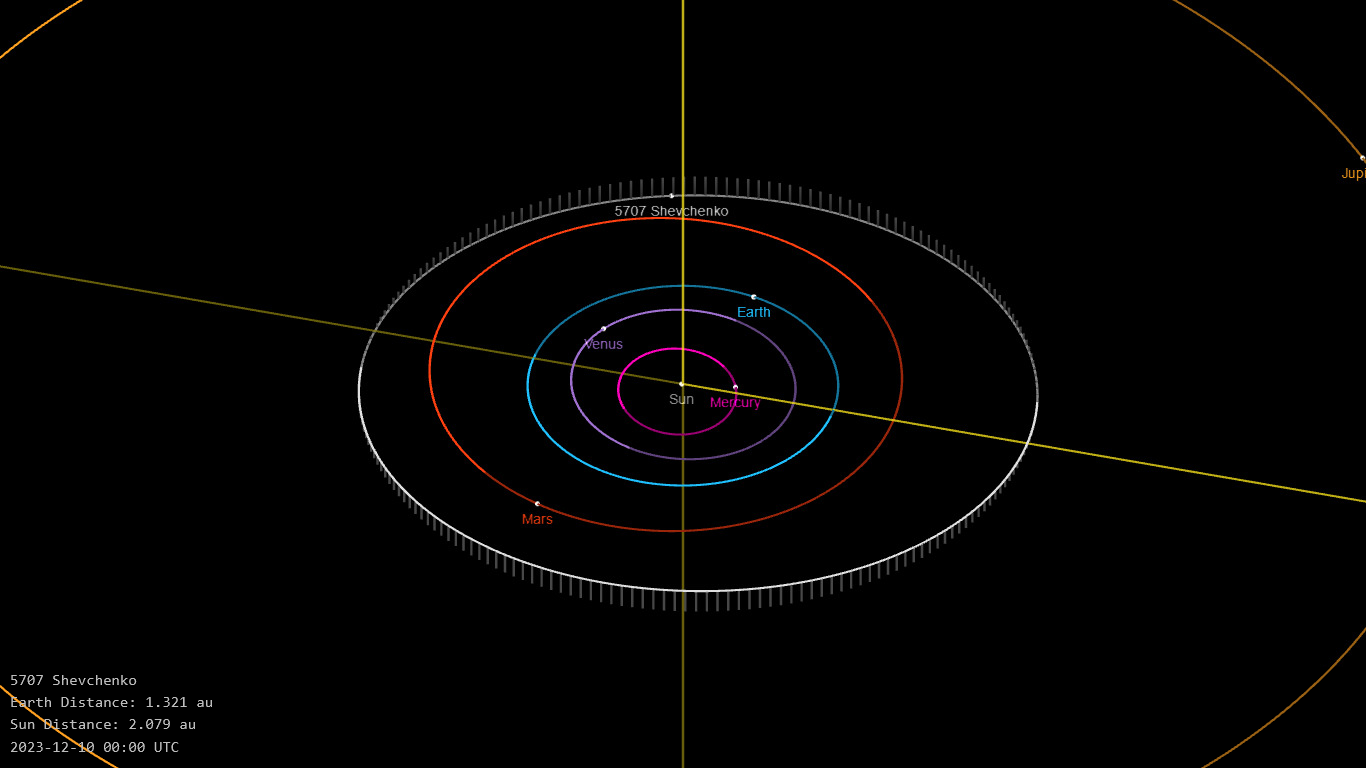

5707 Shevchenko è un asteroide della fascia principale. Scoperto nel 1976, presenta un'orbita caratterizzata da un semiasse maggiore pari a 2,1869382 UA e da un'eccentricità di 0,0649265, inclinata di 4,33765° rispetto all'eclittica.